# Sachiko Suzuki
Sachiko Suzuki (鈴木早智子, Suzuki Sachiko, née le 22 février 1969 à Meguro, Tokyo, Japon) est une chanteuse et actrice japonaise.

## Biographie
Sachiko Suzuki grandit à Sōka, Saitama, et débute en tant qu'idole japonaise avec le duo de J-pop Wink en 1988, et sort en parallèle un mini-album en solo en 1992, Mode. À la séparation du groupe en 1996, elle continue sa carrière en solo. Elle sortira deux singles dans les années suivantes et un album en 2003, et tournera en tant qu'actrice des rôles secondaires dans des drama, films et comédies musicales. En 2009, elle commence à sortir des livres de photos et DVD solo de charme, et tourne dans un film-vidéo érotique pour le marché AV (adult video), September Shock. La publicité faite autour de ce film lui permet de décrocher son premier rôle en vedette dans le film policier Shukumei no jiodo qui sort en 2010.

## Discographie
Albums
- 25 mars 1992 : Mode (mini album, hors-Wink)
- 10 décembre 2003 : Zero ~re-generation~ (零〜re-generation〜)

Singles
- 25 février 1996 : La Gioconda
- 28 octobre 1998 : Innocent Sky ~Kanashimi mo Todokanai ano Sora no Mukou e~ (INNOCENT SKY〜悲しみも届かないあの空の向こうへ〜)

## Filmographie
Drama
- 1987 : Ore no Imouto Kyuujoushou (俺の妹急上昇)
- 1992 : Mayonaka wa Betsu no Kao (真夜中は別の顔)
- 1992 : Kekkon Operation 10 to 7 (結婚オペレーション 10to7)
- 1995 : Edo no Youjinbou (江戸の用心棒)
- 1997 : Melody (メロディ)
- 2004 : Ultra-Q dark fantasy (ウルトラQ dark fantasy)
- 2004 : Onsen e Ikou (温泉へ行こう)
- 2005 : Tokumei Kakarichou Tadano Hitoshi (特命係長 只野仁)
- 2006 : Koisuru!? Kyabajou (恋する!?キャバ嬢)
- 2006 : Jigoku Shoujo (地獄少女)
- 2008 : Yon Shimai Tanteidan (4姉妹探偵団)
- 2008 : Puzzle (パズル)
- 2009 : The Rival (ザ・ライバル)

Film
- 2010 : Shukumei no Geode (宿命のジオード)

## Photobooks
- Merci (1997)
- Trentaine (1999)
- Voice (2005)
- one track memories (2009)

## DVD (solo)
- Voice (2005)
- NATURAL 〜Respect my life〜 (2009)
- September Shock (2009)
- one track memories (2009)